# Denier de Saint-Pierre
Pour les articles homonymes, voir Saint-Pierre.
Le denier de Saint-Pierre (en latin denarius Sancti Petri) est d'abord un tribut annuel versé par l'Angleterre du VIIIe siècle à 1534 au Saint-Siège de l'Église catholique, qui s'est répandu dans toute l'Europe.
Avant et après la Conquête normande de l'Angleterre, la pratique variait selon les époques et les lieux : au début, elle était donnée comme une contribution pieuse, puis elle fut exigée par divers dirigeants et collectée comme un impôt. Bien que formellement interrompu en Angleterre au moment de la Réforme, un paiement post-Réforme de caractère incertain a été observé dans certains manoirs anglais jusqu'au XIXe siècle. En 1871, sous le pontificat de Pie IX, le nom est repris pour désigner une contribution volontaire des fidèles à la papauté, officialisant la pratique des laïcs membres de l'Église et des « autres personnes de bonne volonté » qui apportent un soutien financier au Saint-Siège. Les recettes modernes du « denier de Saint-Pierre » sont utilisées par le pape pour des œuvres philanthropiques dans le monde entier et pour les frais administratifs de l'État du Vatican.

## Au Moyen Âge,Peter's Pence

Giuseppe Nogari, 1743, Pierre l'Apôtre, en l'honneur duquel le denier de Saint-Pierre doit son nom.

L'origine du denier de Saint-Pierre, le Peter's Pence (ou Romescot) remonte au VIIIe siècle, quand les Anglo-Saxons commencèrent à envoyer un tribut annuel au pape. Cependant, le paiement n'a peut-être pas sa seule origine sous les Saxons : il est appliqué par les Normands à l'Irlande sous la forme d'un impôt annuel « un centime par foyer » à la fin du XIIe siècle, sous la bulle pontificale Laudabiliter. Aussi appelé par les Saxons le Romefeoh (la redevance due à Rome), c'est un hommage, ou plutôt une aumône, faite par Ine (roi du Wessex), lors de son pèlerinage à Rome en 725. Une « contribution » similaire est également collectée par Offa de Mercie dans l'ensemble de ses domaines en 794. Cependant, on a dit qu'il ne s'agissait pas d'un hommage au pape, mais une offrande pour le maintien du collège anglais de Rome.
On l'appelait le « denier de Pierre » parce qu'un sou de chaque maison (sous réserve de conditions de ressources) était collecté le 1er août, jour de la fête de la libération de saint Pierre de prison. Le sou d'Offa était un petite pièce d'argent.
L'histoire d'Offa est racontée dans des récits ultérieurs de fiabilité inconnue. Plusieurs traditions fantaisistes expliquent l'origine de cette contribution. D'après l'une d'elles, Offa s'y serait engagé en expiation du meurtre d'Æthelberht d'Est-Anglie commis à l'instigation de sa femme Cynethryth en 794.
Le terme « denier de Pierre » sous sa forme latine apparait pour la première fois dans une lettre écrite de Rome par le roi Knut le Grand au clergé anglais en 1031. À cette époque, Knut perçoit un prélèvement d'un centime sur chaque foyer ou ménage, en utilisant une condition de ressources exigeant que le ménage ait un coût de loyer annuel de trente pence ou plus ; les ménages payant un loyer inférieur à ce montant sont exonérés.
Au fil du temps, le paiement en est venu à être considéré comme un impôt plutôt que comme une offrande, que l'on essaie d'éviter, si possible. Au XIIIe siècle, les revenus qui en découlent sont stabilisés, sur la base d'une évaluation bien antérieure, à la somme annuelle de 20 £ 1s 9d pour toute l’Angleterre. Le pape Clément V insiste pour revenir à l'ancienne base, plus gratifiante, d'un sou pour chaque ménage suffisant. Au XIVe siècle, une somme standard généralement de 5 Shillings par manoir ou par paroisse, est remis aux autorités ecclésiastiques locales pour envoi. Il apparaît que les nouveaux locataires arrivant dans une propriété historiquement soumise à un prélèvement du denier de Saint-Pierre n'acceptent pas toujours l'obligation de payer.
Les sources les plus anciennes sont souvent peu claires dans leurs références au denier de Saint-Pierre ; il y a (et demeure) un certain degré de confusion locale entre celui-ci, diverses taxes sur le foyer (parfois appelées smoke-money or smoke-farthings, « argent de fumée ») et d'autres paiements anciens.
À la fin du XIIe siècle, la population anglaise ayant augmenté, les autorités ecclésiastiques collectent plus que la somme fixée et gardent le surplus.

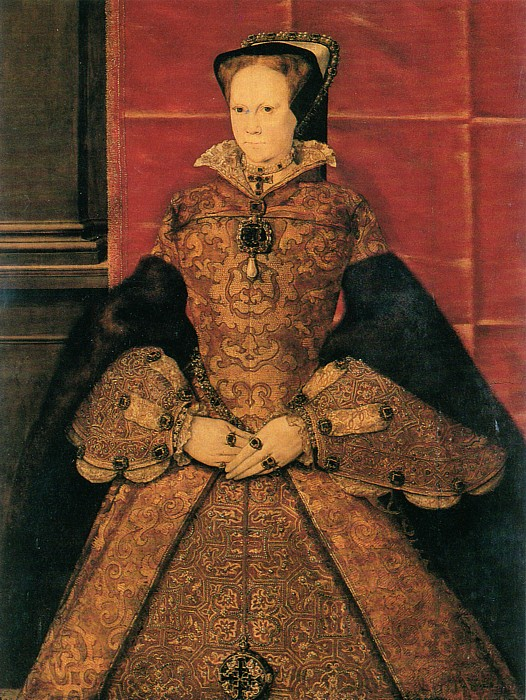
Hans Eworth, Portrait de Marie Ire, 1554.

Le denier de Saint-Pierre cesse d'être remis au pape après 1320 mais apparemment cela n'est pas permanent. La raison exacte de l'« interdiction » imposée par Édouard III est inconnue, mais la menace de suspendre le paiement du denier de Saint-Pierre s'avère plus d'une fois une arme utile contre les papes peu coopératifs avec les rois anglais. En 1366 et pendant quelques années après, il n'est pas versé en raison de l'obstination du pape. De toute évidence, le paiement survit ou est rétabli dans certaines localités ; il s'agit de l'un des nombreux paiements abolis par une loi du Parlement au cours de la 25e année du règne d'Henri VIII. La loi de 1534, « Acte pour l'exonération des exactions payées au siège de Rome », mentionne spécifiquement le denier de Saint-Pierre. Avec d'autres paiements, il ne doit « plus jamais être perçu… sur qui que ce soit », indiquant que le paiement doit être complètement éteint et non détourné à l'usage de la couronne. Cela se produit juste avant la rupture définitive d'Henri de l'Église, survenue en 1536, faisant de l'Angleterre un acteur de la Réforme protestante.
Cependant, sous la reine catholique Marie Ire, la législation réformatrice d'Henri VIII est annulée. Le 16 janvier 1555, la sanction royale est donnée à « Acte abrogeant tous les statuts, articles et dispositions pris contre le siège de Rome, depuis la 20e année du roi Henri VIII ; et pour l'établissement des possessions ecclésiastiques transmis au Laïcs ». Cependant, cet acte ne mentionne pas spécifiquement le denier de Saint-Pierre. Il existe des preuves isolées que dans certaines paroisses, le paiement du denier reprend pendant le règne de Marie, par exemple à Rowington, Warwickshire, où les comptes de l'église pour 1556 enregistrent la collecte de 54 s. 4 p., une somme considérable. La loi de Marie est à son tour abrogée par l'Acte de suprématie de 1559, sous la reine protestante Élisabeth Ire.

## Pratique post-Réforme en Angleterre
Malgré l'abolition sans équivoque réclamée par la loi de 1559, les paiements appelés Peter's Pence continuent sans aucun doute en Angleterre au cours des siècles suivants. Dans une paroisse du Devon, un document concernant 1609-1610 indique « en plus de 2 shillings pour les liards de Pierre, il y a un paiement de 2 shillings pour le denier de Pierre ». Dans le Gloucestershire, une enquête sur le manoir royal de Cheltenham en 1617 demande aux locataires « s'il n'y avait pas dûment continué et payé certaines sommes d'argent appelées Peter's Pence ; sinon, quand ont-ils cessé et quelle était leur somme et à qui était-ce  payé? » Cette question indique qu’à tout le moins à Gloucester, les pratiques varient. La réponse donnée est que « les sommes appelées Peter Pence sont généralement versées chaque année au bailli et ne sont pas interrompues à leur connaissance, et leur somme par an est de 5 shillings ou environ, comme ils le pensent ». Cela suggère que 60 ménages environ contribuent chaque année. L'enquête ne fait aucune mention de la date dans l'année où le paiement est effectué, ni si l'huissier transmet l'argent ou le conserve au nom du seigneur (la pratique d'avant la Réforme à Cheltenham exigeait un paiement - invariablement de 5 shillings - à la date habituelle du 1er août ). Dans les registres de Cheltenham, des références occasionnelles à des propriétés responsables du Peter’s Pence sont visibles jusqu’en 1802, mais il n’y a aucune preuve directe d’un paiement réel.
Une loi du Parlement obtenue en 1625 pour clarifier les coutumes seigneuriales à Cheltenham reconnaît l'existence continue du Peter's Denier : « Et qu'il soit décrété… que lesdits détenteurs… détiendront… lesdits messages coutumiers et terres desdits manoirs individuellement et respectivement, par des copies du rôle du tribunal à eux et à leurs héritiers, par poursuite judiciaire, et par les loyers annuels, l'argent de travail, le Peter-pence et l'argent Bead Reap, à payer individuellement et respectivement comme auparavant… ».
On ne sait pas exactement à quel point la situation à Cheltenham est exceptionnelle. Il est possible que le nom de Peter's Denier ait été transféré à un autre type de fouage. Certaines preuves de ce fait proviennent de références dans les récits des marguilliers de Minchinhampton (Gloucestershire) de 1575 aux « Peter-pence ou smoke-farthings » dépensés au moment de la visite de l'évêque en été. Les smoke-farthings sont présentés comme une disposition pour les offrandes faites pendant la semaine de Pentecôte par tout homme qui occupe une maison avec une cheminée, à la cathédrale du diocèse dans lequel il vit ; et que bien que le denier de Saint-Pierre ait été aboli en 1534, « lors de l'octroi des monastères auxquels ils étaient devenus payables par la coutume, ils ont continué à être payables en tant que dépendance des manoirs, etc. des personnes à qui ils ont été accordés ». Avant la Réforme, la seigneurie du manoir de Cheltenham était détenue par l'abbesse de Syon. Il est donc plausible que, comme le paiement du denier de Saint-Pierre et les frais seigneuriaux laïques étaient autrefois allés à la même institution, les premiers ont fini par être considérés au fil du temps comme faisant partie des seconds.

## L'ancien denier de Saint-Pierre hors de l'Angleterre.
Le denier de Saint-Pierre n'était pas seulement perçu dans le royaume d'Angleterre. Par exemple, dans une bulle pontificale de 1285 (datée du 9 janvier), le pape Martin IV désigne Jean Moscate, archidiacre de Łęczyca, comme collecteur de ce denier en Pologne et en Poméranie afin de renouveler ce paiement en suspens depuis plusieurs années.

« Au cher fils Jean Moscate, archidiacre de Łęczyca, dans l'Église de Gniezno.
La pureté de ta dévotion et de ta foi envers nous et l’Église romaine, que nous avons reconnue tant par le témoignage de personnes dignes de foi que par tes propres actions vertueuses, nous incite à t’accorder notre confiance et à te confier avec fidélité certaines missions concernant nos affaires et celles de ladite Église. Nous espérons ainsi que ce qui t'est confié par le Siège apostolique sera exécuté avec diligence et fidélité.
Puisque, comme nous l’avons appris, le denier de Saint-Pierre, ou le cens dû à l’Église romaine en Pologne et en Poméranie, n’a pas été payé depuis de nombreuses années, nous avons décidé de te confier, en toute confiance, la charge d’exiger, de collecter et de recevoir, en notre nom et au nom de ladite Église, toutes les sommes dues au Siège apostolique pour ce denier, ainsi que les cens, revenus, profits et autres dettes résultant de droits ou de causes, tant spirituelles que temporelles, et dues par toute personne, ecclésiastique ou séculière, toute église, monastère, cité, château, village ou localité, pour toute la période dont il ne sera pas établi qu'elles ont déjà été payées à l’Église romaine.
Nous t’accordons également l’autorité de contraindre les débiteurs et récalcitrants à s’acquitter de ces paiements dès que toi, ou ceux à qui tu délégueras cette mission, aurez établi leur obligation, soit par enquête, soit par un autre moyen. Ceux qui, en raison du non-paiement de ces dettes, auront encouru les peines d’excommunication, de suspension ou d’interdit, pourront être absous par toi après régularisation, et tu pourras leur délivrer des lettres d’absolution et de quittance des sommes versées.
Nous te donnons en outre toute autorité pour contraindre par censure ecclésiastique, sans possibilité d’appel, toute personne qui s’opposerait à ton action, quelle que soit sa dignité, son ordre, sa condition ou son rang. Cette autorité prévaut sur toute exemption ou privilège qui aurait pu être accordé par le Siège apostolique à certaines personnes pour leur éviter d’être excommuniées, suspendues ou interdites, ainsi que sur toute indulgence ou privilège pouvant entraver l’exécution de la présente décision.
Nous voulons également que tu nous informes fréquemment, par lettres détaillant la présente mission, de la quantité d’argent collectée, des périodes concernées et des personnes auprès desquelles ces sommes ont été perçues, que ce soit par toi-même ou par tes délégués.
Donné à Pérouse, le 9 janvier, en la quatrième année de notre pontificat »

## Denier de Saint-Pierre moderne

### Renouveau en 1871

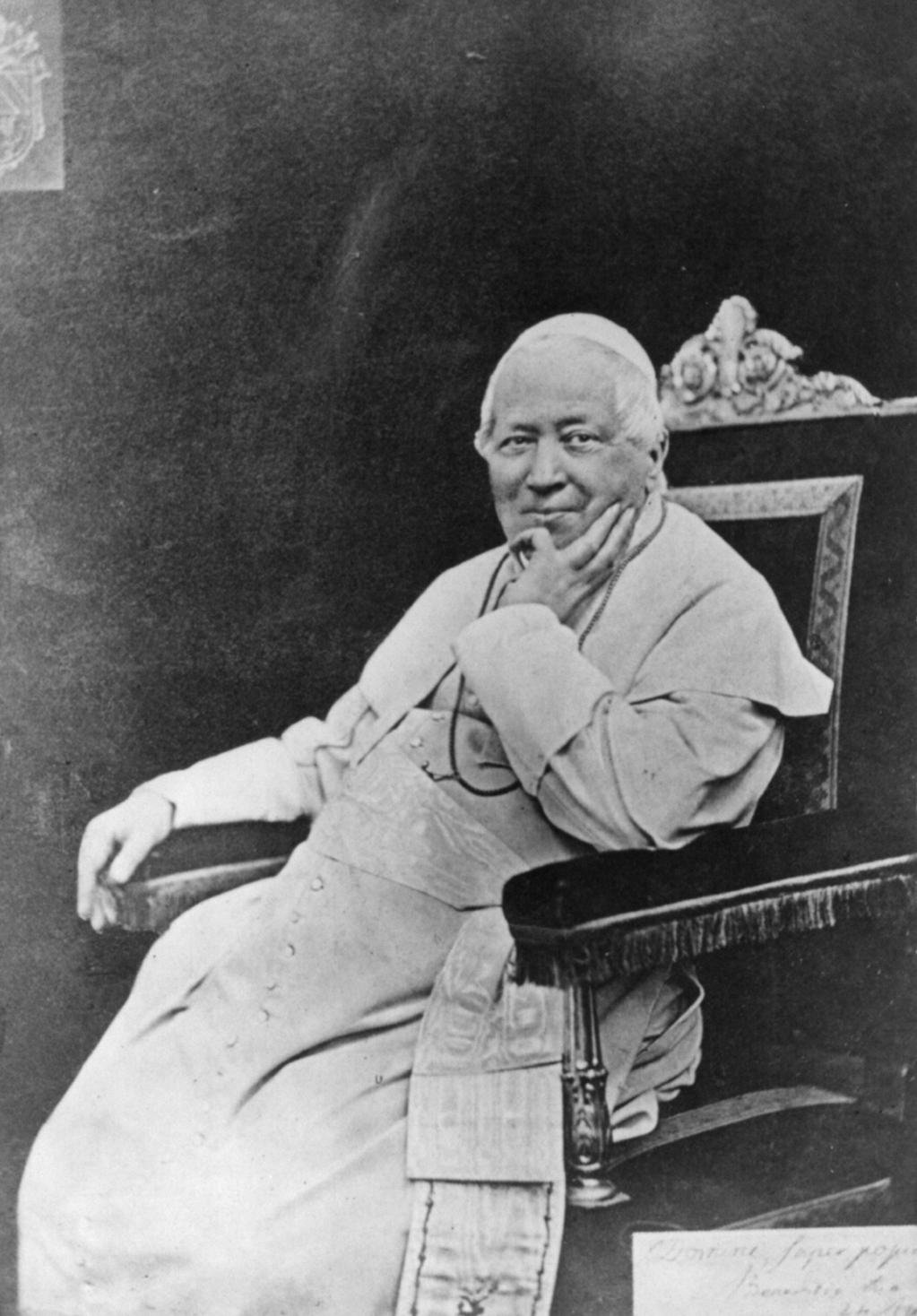
Pie IX en 1871.

Le denier de Saint-Pierre moderne naît en 1860 de l'initiative de fidèles catholiques, d'abord Anglais puis Belges, Français et Autrichiens : ils font parvenir au Saint-Siège, par le biais des nonces apostoliques, des fonds destinées à aider la papauté. En effet, celle-ci voit ses finances gravement affectées par le Risorgimento et la perte progressive des États pontificaux. La nouvelle quête est appelée « denier de Saint-Pierre ». Pie IX refuse en 1871, la dotation annuelle de 3 225 000 lires que lui propose le royaume d'Italie par la loi des Garanties, ne voulant rien accepter de la puissance qui l'a dépossédé de son pouvoir temporel. Le Saint-Siège ne peut plus compter que sur la générosité de ses fidèles et le produit du capital qu'il possède.
En 1871, Pie IX officialise la pratique des membres laïcs de l'Église et des « autres personnes de bonne volonté » qui fournissent un soutien financier directement à la Chambre apostolique. Pie IX approuve et institutionnalise cette pratique dans l'encyclique Saepe venerabilis, publiée le 5 août 1871. En général, les contributions vont à la paroisse ou au diocèse local, qui verse ensuite des contributions pour soutenir les administrations de niveau supérieur, mais les collectes pour le denier de Saint-Pierre vont directement à Rome. Placé sur un compte du ministère des Finances et versé annuellement, il évite ainsi la banqueroute aux États pontificaux. En 1876, Pie IX nomme Giovanni Simeoni, cardinal secrétaire d'État, administrateur des biens du Saint-Siège, afin de gérer cette source de revenus.

### XXesiècle
Jusqu'aux accords du Latran, la gestion du denier de Saint-Pierre reste néanmoins assez peu rigoureuse : le pape utilise une partie de ces sommes à titre personnel, et l'administration chargée officiellement de veiller sur les finances varie beaucoup. Ainsi, en 1880, Léon XIII adjoint au secrétaire d'État une commission de cardinaux. En 1891, Mgr Flochi, son secrétaire, se voit contraint de démissionner par suite de sa gestion hasardeuse. Pie X, pour sa part, réunit l'administration du Patrimoine et celle des finances sur la tête du jeune secrétaire d'État, Rafael Merry del Val. Enfin, en 1942, le denier de Saint-Pierre tombe sous la coupe de l'Institut pour les œuvres de religion (IOR), créé en 1887 pour recueillir les dons et legs aux associations religieuses, rénové par Pie XII.
Jusqu'au pontificat de Jean-Paul II, les montants versés au titre du denier de Saint-Pierre ne sont pas connus. En 1981, le montant global s'élève à 30 millions de lires ; en 1992, il passe à 240 millions de lires et à 51,71 millions de dollars américains en 2004.

### XXIesiècle
Actuellement, cette collecte a lieu chaque année le dimanche le plus proche du 29 juin (en France, le 1er dimanche de mars), solennité des saints Pierre et Paul dans le calendrier liturgique, qualifié de « journée mondiale de la charité du pape» . Les États-Unis ont donné les montants les plus importants, avec environ 28 % du total, suivis par l'Italie, l'Allemagne, l'Espagne, la France, l'Irlande, le Brésil et la Corée du Sud. Les dons américains ont totalisé 75,8 millions de dollars en 2008, 82,5 millions de dollars en 2009, 67,7 millions de dollars en 2010 et 69,7 millions de dollars en 2011.
L’argent récolté est aujourd’hui utilisé par le pape à des fins philanthropiques.

## Scandales
En 2015, d'après les journalistes Emiliano Fittipaldi et Gianluigi Nuzzi, la moitié des offrandes versées par les fidèles (soit la somme de 400 millions d'euros) ne serait pas consacrée à des œuvres de bienfaisance et financerait en réalité les dépenses somptuaires de certains cardinaux. Ainsi, selon Fittipaldi, quelque 200 000 euros furent détournés d'une fondation dépendant de l'hôpital catholique Bambino Gesu (« l'enfant Jésus ») afin de financer la rénovation de l'appartement de 700 m2 de Mgr Tarcisio Bertone, ancien cardinal secrétaire d'État du Saint-Siège,.
En 2019, il est révélé que l'organisme de bienfaisance a secrètement utilisé par des personnes au sein du Vatican pour acheter une propriété de luxe à Londres, et pour financer des films tels que le biopic d'Elton John de 2019, Rocketman. Il a également été utilisé pour financer le déficit budgétaire du Saint-Siège. Pour justifier partiellement ces faits, deux commentateurs du Church Life Journal de l'Université de Notre-Dame-du-Lac, Gladden Pappin et Edoardo Bueri notent : l'« étrange situation du Saint-Siège au regard de sa richesse », qui a « une portée spirituelle mondiale mais avec un territoire minuscule », « Pour un État souverain avec pratiquement aucune assiette fiscale et aucun territoire, il est nécessaire d'investir afin de répondre à ses besoins et objectifs financiers ».